# Вос, Хуберт
Хуберт Вос (нидерл. Josephus Hubertus (Hubert) Vos; 15 февраля 1855[…], Маастрихт — 8 января 1935[…], Нью-Йорк, Нью-Йорк) — нидерландский художник-ориенталист.

## Биография
Родился в 1855 году в Маастрихте. Учился сперва в Королевской академии изящных искусств в Брюсселе, а в дальнейшем — в Париже, в мастерской у Фернана Кормона.
В 1877 году женился на Алин (Алине) Ватто; в этом браке родилось двое детей.  С 1885 по 1892 год жил и работал в Англии, где стал членом Королевского общества британских художников.
В 1897 году женился второй раз — на Элеоноре Кайкилани Кони, имевшей гавайские, китайские и американские корни. В 1898 году посетил Гавайи, где создал ряд изображений местных жителей. В том же году отправился в Корею, где работал при дворе императора Коджона и создал его портрет. В период работы Воса в Корее каждая картина создавалась им в двух экземплярах, один из которых он передавал заказчику а другой оставлял себе для последующей продажи в западных странах. Корейский экземпляр портрета Коджона, созданный Восом, сгорел при пожаре в императорском дворце в 1904 году, но «Вид города Сеула» уцелел.
Из Кореи Вос отправился в Китай, куда прибыл в 1899 году, где создал несколько портретов высокопоставленных лиц. В 1905 году он посетил Китай повторно по личному приглашению императрицы Цыси, где создал два её портрета. Один из этих портретов до сих пор выставлен в Летнем дворце в Пекине, а другой, который Вос отвёз в Америку, ныне находится в коллекции Художественного музея Фогга, входящего в состав музейного комплекса Гарвардского университета.
Цыси, которая ранее уже позировала американской художнице Кэтрин Карл, не только щедро оплатила работу Воса, но и одарила его фарфоровыми и другими ценными изделиями, которые он, после возвращения в Европу, использовал в качестве натуры для натюрмортов в ориентальном стиле.
При жизни Вос активно занимался «продвижением» своего художественного творчества. Он регулярно отправлял свои работы на ежегодные выставки в Париж, Амстердам, Брюссель, Дрезден и Мюнхен; в период проживания в Англии также активно выставлялся в Лондоне.
Сегодня работы Воса хранятся в коллекциях ряда музеев США, Европы и Китая.
Скончался Вос в Нью-Йорке в 1935 году.

## Галерея
- Императрица Китая Цыси, 1905
- Юань Шикай, 1899
- Принц Икуан, 1899
- Ли Хунчжан, 1899
- Молодой маньчжурский аристократ, 1899
- Иокера, гавайский мальчик-рыбак, 1898
- Император Кореи Коджон, 1898
- Вид города Сеула, 1898
- Портрет супруги, 1900
- Вождь племени сиу
- Комната для вязания, 1889
- «Гармония» (интерьер мастерской художника), 1910